# Chiesa dei Santi Carlo e Agata
La chiesa dei Santi Carlo e Agata, comunemente chiamata San Carlo, si trova nel centro storico di Reggio Emilia e si affaccia su via San Carlo.
Non facilmente distinguibile dalle case confinanti, se non per la curvatura dell'abside nella parte posteriore che dà su via Manfredi, la chiesa è in stato di parziale abbandono.
Venne radicalmente rifatta negli anni sessanta del XVII secolo su disegno di Luigi Bartolomeo Avanzini e sotto la direzione dell'architetto locale Girolamo Beltrami.
Precedentemente l'oratorio era dedicato a san Faustino fin dall'857 e dal 1549 a Sant'Agata. Solo nel 1639, con l'acquisizione dell'oratorio da parte della confraternita di Sant'Agata, viene aggiunta la dedica a san Carlo.
Dopo frequenti passaggi di proprietà e cambiamenti di destinazione d'uso, ora la chiesa è sconsacrata ma di proprietà della  curia vescovile di Reggio Emilia e viene aperta saltuariamente per piccole mostre.
All'esterno, sopra il portale, è presente  un affresco molto rovinato raffigurante sant'Agata, mentre ai lati rimangono ancora due lapidi secentesche. L'interno scandito da lesene e cornicioni in stucco, non è arredato e l'altare maggiore è immagazzinato, ma permangono quattro statue di stucco raffiguranti la Giustizia, la Temperanza, la Prudenza e la Fortezza.